# Frank Farian
Frank Farian, vlastním jménem Franz Reuther (18. července 1941 Kirn, Německo – 23. ledna 2024 Miami, USA) byl německý producent, komponista a zpěvák. 
Produkoval například Boney M. a Milli Vanilli. Ve skupině Boney M. nazpíval také mužský hlas. Sám kromě toho v němčině nazpíval bez průrazného úspěchu větší množství povětšinou z originálů s anglickými texty převzatých titulů. Jediný titul vydaný pod vlastním jménem, který lze aspoň pro německy mluvící oblast označit jako úspěch, je epická balada Rocky, německý cover z repertoáru US-amerického zpěváka Austina Robertse z roku 1976. Za celou kariéru podle časopisu Der Spiegel prodal přes 850 milionů nahrávek. Farian byl majitelem nahrávací společnosti MCI a několika dalších menších.